# Lutyně
Lutyně (německy Ober Leuten, polsky Lutynia Górna či Lutynia Polska) je severozápadní místní část slezského města Orlová, konkrétně na Těšínsku. Dříve se tato obec jmenovala Polská Lutyně. Za druhé světové války se přejmenovala na Ober Leuten (po válce následně Horní Lutyně). V roce 1960 se Horní Lutyně spojila s městem Orlová a dodnes tvoří významnou část tohoto města. V současné době je tato městská část pojmenována zkráceně Lutyně. Avšak Horní Lutyně nadále zůstala pojmenována v katastrální mapě.

## Poloha
Lutyně se rozkládá na hřebenu Orlovské plošiny, jednoho z okrsků geomorfologického celku Ostravská pánev. Podél dvoukilometrové Masarykovy třídy leží pět sídlištních částí (značeny jako I. - V. etapa), kde spolu s rodinnou zástavbou žije asi 25 tisíc obyvatel (celkem má Orlová 30 tisíc obyvatel). Okrajové části Lutyně tvoří převážně příměstská vilová zástavba (Výhoda, Zátiší, Olmovec a stará Horní Lutyně). Při pohledu od západu (Petřvald, Rychvald) a ze severu (Dětmarovice, Polsko) tvoří Lutyně výraznou pohledovou dominantu, „skyline“ táhnoucí se po širokém horizontu.
Sousední místní části: Orlová-Město, Orlová-Poruba.
Sousední obce: Bohumín, Dětmarovice, Dolní Lutyně, Doubrava a Rychvald.

## Specifikace panelových sídlišť

### I. etapa
Jedná se o nejstarší panelové sídliště v Horní Lutyni. Výstavba započala v roce 1963 a poslední fáze výstavby byla ukončena v roce 1968. Zde nalezlo domov okolo 5 000 obyvatel. Hranici I. etapy tvoří Masarykova třída, od druhého kruhového objezdu vpravo ve směru do současného centra Orlové. Hranici dále tvoří ulice Kpt. Jaroše s domovem pro seniory Vesna, dále lesopark spolu s tenisovými kurty a fotbalovým stadionem, a tento kruh uzavírá ulice Na Stuchlíkovci. Uvnitř sídliště se nachází Základní škola Mládí a Soukromá mateřská škola Čtyřlístek, Městský úřad s odborem dopravy, domovy seniorů Vesna a Pohoda, zimní stadion s hotelem, letní kino a nákupní centrum "U Centrumu".

### II. etapa
Výstavba začala v roce 1967 a byla ukončena v roce 1975, rovněž pro 5 000 obyvatel. Nachází se na Masarykové třídě za čtvrtým kruhovým objezdem, vpravo směrem k orlovské nemocnici. Kromě této třídy je hranice určena ulicí Osvobození, lesoparkem, a míří až k nemocnici s LDN. Stojí zde obchodní komplex "U Moravy", Úřad práce, Základní škola Školní, ZŠ a MŠ Duha, "Starý Prior" a dnes nevyužívané koupaliště.

### III. etapa
Zde se první práce na stavbě započaly v roce 1976 a byla ukončena roku 1980. Domov zde nalezlo 5 000 obyvatel. Při pohledu na Masarykovu třídu ze čtvrtého kruhového objezdu, směrem k nemocnici se nachází vlevo. Hranice tohoto okrsku je převážně určená ulicí Okružní a tu pak uzavírá ulice Polní. Občanskou vybavenost tvoří Základní škola U Kapličky s velkým venkovním hřištěm, Mateřská škola Okružní, soukromá Střední škola NET OFFICE Orlová, Dům dětí a mládeže Orlová, Muzeum Těšínska, nákupní středisko "Směr", dům s pečovatelskou službou a kaple sv. Jana Nepomuckého z roku 1854 spolu s pomníky padlých během první a druhé světové války.

### IV. etapa
Krátce po ukončení stavebních prací na III. etapě (v roce 1980) se rozmohla stavba i tohoto sídliště. Poslední byt byl dostavěn roku 1984 a našlo zde svůj domov okolo 3 000 obyvatelů. Při pohledu ze druhého kruhového objezdu směrem k centru města se okrsek nacházel vlevo. Hranici IV. etapy tvoří ulice Rydultowská, Ke Studánce, částečně ulice Luční a Zátiší.V současnosti se zde nachází Základní škola Ke Studánce, soukromá Mateřská škola Radost, krytý bazén, park Orlí kaňon, městské byty a lékařské středisko Doubravan, finanční úřad, Úřad práce - oddělení sociálních dávek, cukrárna a restaurace Magnolie, kříž Ježíše Krista, a nákupní středisko, přičemž se zde nacházela i prodejna potravin. Po Sametové revoluci se prodejna potravin stala prodejnou oblečení, obuvi a drogerie.

### V. etapa
Nejrozsáhlejší, nejmladší a nejvíce obývané panelové sídliště v Orlové. První byty začínají vyrůstat roku 1984 a byly ukončeny kolem roku 1989. Počítalo se zde se 7 000 obyvateli. Nachází se za pátým kruhovým objezdem u nemocnice. Hranice je určená ulicemi hlavními tahy Na Olmovci a 17. listopadu, a dále ulicemi Františka Sokola Tůmy a Dětmarovická. Stojí zde Základní a Mateřská škola Karla Dvořáčka, nákupní středisko "Orel", Sociální služby města Orlové a supermarket Billa. V této části města trpí obyvatelé velkým nedostatkem parkovacích míst.

## Významné stavby a pomníky
Historické stavby - Kaple sv. Jana Nepomuckého, pomníky padlým během první a druhé světové války, kříž Ježíše Krista, hospoda U Krůla, základní a mateřská škola s polským vyučovacím jazykem.
Z pohledu architektury je většina budov na území města ze socialistické éry - nemocnice s poliklinikou, letní kino, kino Vesmír, Dům kultury města Orlové, městský úřad, dům dětí a mládeže, obchodní akademie, obchodní pasáž Prior, koupaliště (toho času uzavřeno) a sportovní areál.
Vyskytují se zde i stavby postsocialistické éry, např. Gymnázium (dekonstruktivizmus), budova Služeb města Orlové, autobusové nádraží.